# Polymorphanisus nigricornis
Polymorphanisus nigricornis är en nattsländeart som beskrevs av Walker 1852. Polymorphanisus nigricornis ingår i släktet Polymorphanisus och familjen ryssjenattsländor. Inga underarter finns listade i Catalogue of Life.